# Сіро-брунатний
Сіро-брунатний, таупе (англ. taupe)- це темний сіро-коричневий колір. Слово таупе походить від французького іменника taupe, що означає «кріт». Спочатку ця назва стосувалася лише середнього кольору французького крота, але, починаючи з 1940-х років, її використання розширилося, щоб охопити ширший діапазон відтінків .
Колір таупе — це розпливчастий термін, який може стосуватися майже будь-якого сірувато-коричневого або коричнево-сірого кольору, але справжній таупе колір важко визначити як коричневий або сірий .
Відповідно до Словника кольорів, перше використання «taupe» як назви кольору в англійській мові відбулося на початку 19 століття; але найперша цитата, зафіксована Оксфордським словником англійської мови, датується 1911 роком. У 1846 році було заявлено, що «всі відтінки сірого є модний ан негліже, особливо перлинно-сірий, залізно-сірий і таупе»  .

## Опис
Taupe (#483C32)
#483C32

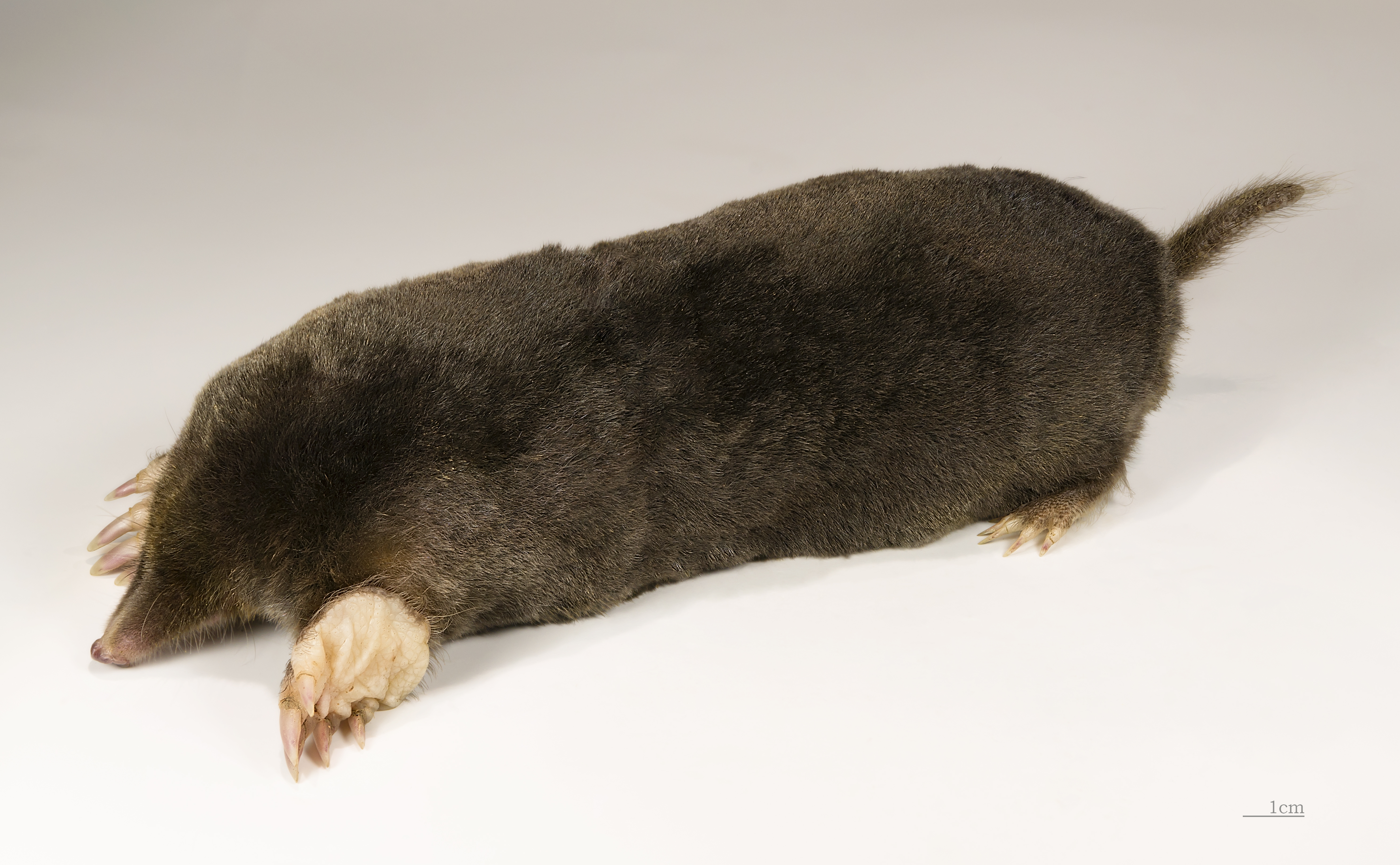
Кріт

Кольори таупе знаходяться в діапазоні від кольору темної засмаги (англ. dark tan) до сірувато-коричневого або коричнувато-сірого. Слово походить від французького іменника taupe, який, у свою чергу, походить від латинського talpa, обидва означає «кріт» (ссавець) . Спочатку назва стосувалася лише середнього кольору французького крота , але (як і у випадку з рожевим і лавандовим кольорами), починаючи з 1940-х років, її використання розширилося, щоб охопити ширший діапазон відтінків.
Таупе — це розпливчастий термін кольору, який може стосуватися майже будь-якого сірувато-коричневого, коричнувато-сірого або теплого сірого кольорів. Він часто перетинається з кольором засмаги, і навіть люди, які професійно використовують колір (наприклад, дизайнери та художники ), часто не погоджуються щодо того, що означає «таупе». Сам таупе не пов'язаний безпосередньо з такими кольорами, як фіолетовий або рожевий. Немає єдиного, загальновизнаного авторитету для таких термінів, але додавання таких кольорів може створити більшу різноманітність відтінків, які можуть принести користь будь-якому мистецтву.
При перегляді на точно відкаліброваному моніторі колір, що відображається поруч, відповідає зразку кольору під назвою таупе (taupe), на який посилається в книзі 1930 року «Словник кольорів», світовому стандарті для термінів кольору до винайдення комп’ютерів . Однак слово таупе сьогодні часто вживається для позначення світліших відтінків сіро-брунатного, тому інша назва цього кольору — темний сіро-брунатний  або темний таупе (англ. dark taupe).
Відповідно до Словника кольорів, перше використання «taupe» як назви кольору в англійській мові відбулося на початку 19 століття ; але найперша цитата, зафіксована Оксфордським словником англійської мови, датується 1911 роком .
Нормалізовані колірні координати кольору таупе ідентичні темній лаві, яка була формалізована як назва кольору в системі ISCC-NBS у 1955 році .

## Варіації кольору таупе

### Блідий таупе (мишиний) (англ.Pale taupe)
Перше зареєстроване використання мишиний (англ. mouse) як назви кольору в англійській мові було в 1606 році .

### Світлий таупе (англ.Light taupe)
Світлий таупе (темної засмаги) — це світлий тон кольору таупе, який називається таупе у кольорових олівцях Crayola.

### Ліловий таупе (англ.mauve taupe)
Поруч відображається колір лілово таупе.
Перше зареєстроване використання лілового таупе кольору (mauve taupe) як назви кольору англійською мовою було в 1925 році .
Нормалізовані координати кольору для лілового таупе кольору ідентичні малиновому глазеру, вперше зареєстрованому як назва кольору англійською мовою в 1926 році .

### Рожевий таупе (англ.Rose taupe)
Колір, що відображається поруч — рожево таупе .
Перше зареєстроване використання  кольору рожевий таупе як назви кольору англійською мовою було в 1924 році .

### Піщаний таупе (англ.Sandy taupe)
Колір, що відображається поруч - піщаний таупе.
Цей колір також називають  сіро-брунатно піщаним .

### Сірий таупе (англ.Taupe gray)
Поруч показано  колір сірий таупе.

### Глибокий таупе (англ.Deep taupe)
Глибокий таупе (насичений таупе) колір відображається поруч.
Джерелом цього кольору є список кольорів " Pantone Textile Paper eXtended (TPX)", колір #18-1612 TPX—Deep Taupe. 

### Коричневий таупе (англ.Taupe brown)
Коричневий таупе колір — це дуже темний відтінок засмаги, який майже здається коричневим і відображається поруч.
Це колір, показаний як таупе коричневий колір у зразку кольору ISCC-NBS №46.

### Бежевий таупе (англ.Taupe Beige)
Колір бежевий таупе представляє палітру природних і теплих кольорів.
Це колір, показаний як колір  коричневий таупе у зразку кольору ISCC-NBS №46.
Інша назва цього кольору - середній таупе (англ. medium taupe).